# Военные операции в Ладакхе 1948 года
Военные операции в Ладакхе 1948 года — совокупное название боевых действий в Ладакхе в 1948 году во время Кашмирской войны между ВС Индии и Пакистанскими ополчениями вошедшими в княжество Джамму и Кашмир. Война стала большим достижением для молодой Индийской республики, поскольку большая часть Кашмира была отбита у Пакистана, хотя индусы начинали войну с худшими условиями.

## ПомощьЛеху
Пакистанские боевики осадили Скарду в начале 1948:300-305. Это было жизненно-важно для Леха, поскольку после Скарду следующей целью был Лех. Мадж Притхи Чанд, офицер из Лахаула с отрядом из 40 добровольцев из 2-го батальона, Догрского полка (набраны из Догра), начал опасное восхождение на заваленный снегом Зоджи Ла 16 февраля 1948, с собой они несли винтовки и амуницию для гарнизона. Они достигли Леха 8 марта, где начало формироваться ополчение, оружие добавило ополченцам сил:195-199. Теперь у Леха были силы самообороны.

## Укрепление Леха
Пока пакистанцы медленно продвигались к Леху, в город по воздуху перебросили из Коя 2-й батальон, 4 горхского стрелкового (2/4 GR) и потом 2-й батальон, 8го гуркхского стрелкового (2/8 GR), они подоспели как раз — пакистанцы уже подходили к городу:109. Пакистанцы быстро поняли свою ошибку. Несмотря на нехватку вооружения и личного состава, Лахский гарнизон был готов к обороне. В августе по воздуху привезли ещё несколько отрядов 2/8 GR, так называемая колонна Арджун, пробилась в Лех, через Манали, привезя на мулах достаточно винтовок. Другая колонна, Чапати в сентябре привезла припасы на зиму:110-111. Лт. Кол ХС Параб, командир 2/8 GR, прибыл в Лех 23 августа и был назначен командиром Лехской Бригады (на самом деле войск в Лехе не хватало для бригады):336. В сентябре-октябре на берегах Инда были стычки и пакистанцы были устрашены быстрыми вылазками лехских войск.

## ЗахватЗоджи Ла

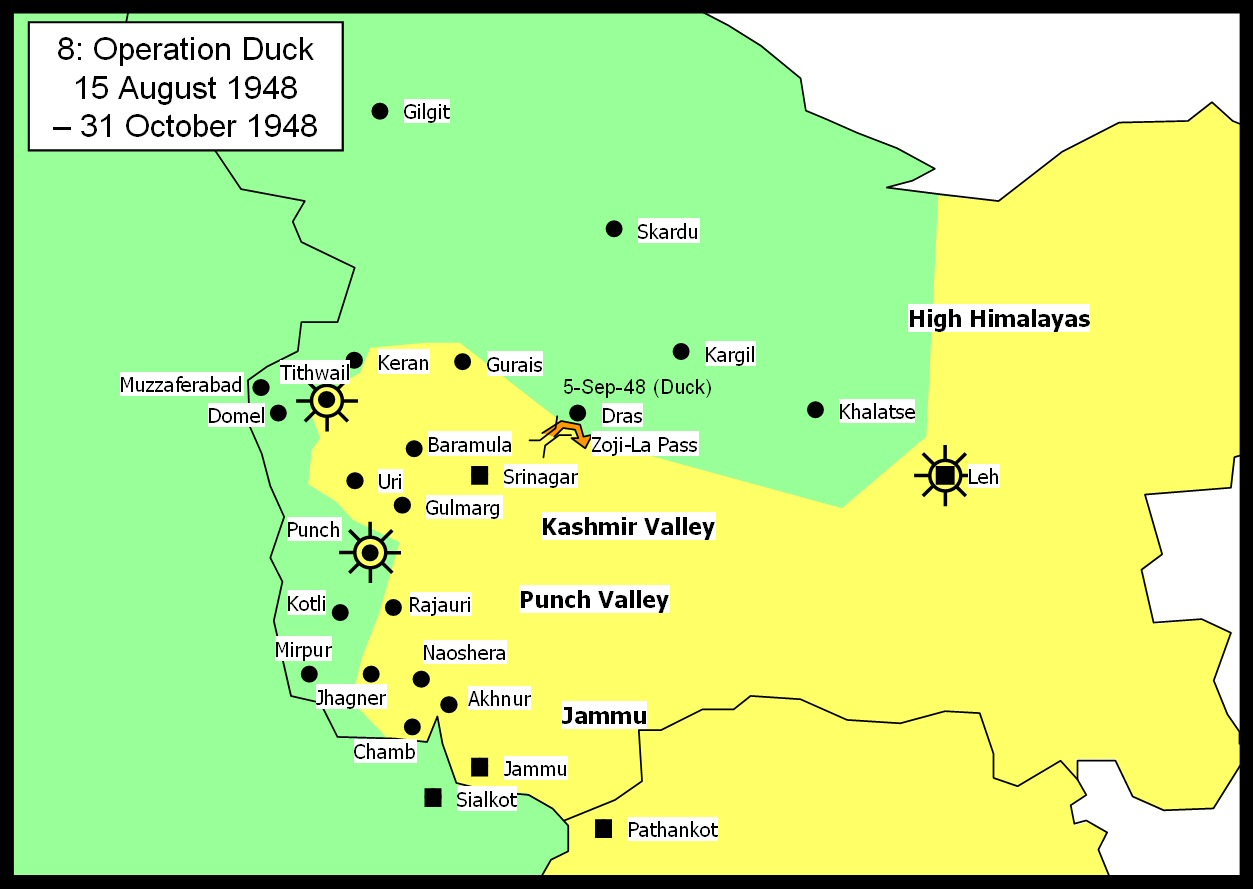
Операция «Дак» 15 августа 1948 — 1 ноября 1948

Когда в мае 1948 Зоджи Ла был захвачен пакистанцами, стало понятно, что для удержания Леха, индусы должны отбить его до зимы. Неудачную лобовую атаку предприняла 77 парашютная бригада под командованием бриг. Хиралал Атала для взятия Зоджи Ла:112. Операция «Дак» (утка) — рабочее название для операции по освобождению перевала было позже сменено на «Бизон». Операция была поручена Генерал-лейтенанту Кериаппе, командующему Западной армией:113. Лёгкие танки «Стюарт» из 7 кавалейрийского были в разобраном виде перевезены через Сринагар в Балтал, где сверх-человеческими усилиями двух соединений мадраских сапёров работавших днём и ночью для расширения «ослиной тропы» от Балтала на Зоджи Ла:356-357. Внезапная атака 1 ноября с применением техники, была проведена командиром дивизии Тхимайя который на танке повёл за собой войска, при поддержке двух расчётов 25-фунтовок и расчёта 3,7-дюймовых горных гаубиц, враг был растерян. Вскоре перевал был отбит индусами и пакистанцы отступили к Матаяну.

## Освобождение Леха и Каргила
Пока пакистанцы сражались на Зоджи Ла и были неакитивны у Леха, лехская бригада перешла в наступление и продвинулась от Тхару к Маролу на северный берег Инда и от Чиллинга к Ламаюру и к Каргилу на южном берегу. Другой отряд продвигался вдоль Шайок очисти в и прикрыв Нубру с фланга.
На Зоджи Ла, 77 парашютная бригада начала преднамеренную атаку на Матаян 13 ноября и Драс 15 ноября. Бригада соединилась 24 ноября у Каргила с индийскими войсками из Леха, враг отступил на север к Скарду:126. Преследующие индусы были остановлены упорным сопротивлением пакистанцев у Чатхатанга, в 5 км после марольской вилки Инда. Сильная оборона врага на обоих берегах Инда, сохранила позиции пакистанцев до 1го января 1949, когда было провозглашено перемирие.